# راسموس جودين
راسموس جودين (بالدنماركية: Rasmus Gaudin)‏ هو لاعب كرة قدم دنماركي في مركز الوسط، ولد في 19 أغسطس 1995 في الدنمارك في مملكة الدنمارك. شارك مع منتخب الدنمارك لكرة القدم.

## وصلات خارجية
- راسموس جودين على موقع الاتحاد الأوربي (الإنجليزية)
- راسموس جودين على موقع قاعدة بيانات كرة القدم.إي يو (الإنجليزية)
- راسموس جودين على موقع ناشيونال فوتبول تيمز (الإنجليزية)
- راسموس جودين على موقع Soccerway.com (الإنجليزية)
- راسموس جودين على موقع عالم كرة القدم.نت (الإنجليزية)
- راسموس جودين على موقع GSA (الإنجليزية)